# Magistralni put 22
Die Magistralni put 22 ist eine Bundesstraße in Serbien. Sie beginnt in der serbischen Hauptstadt Belgrad und führt in südlicher Richtung über Lazarevac, Ljig, Gornji Milanovac, Kraljevo, Raška und Novi Pazar bis zur serbisch-montenegrinischen Grenze bei Draga. Die Bundesstraße ist Teil der Europastraßen E65, E80, E671 und E763.

## Allgemeines
Die Bundesstraße ist derzeit die wichtigste Straßenverbindung zwischen Serbien und Montenegro.
Die neue Autobahn Autoput A2 entlastet seit 2022 die Bundesstraße zwischen Belgrad und Čačak wurde die Bundesstraße bereits entlastet. Zwischen Čačak und der serbisch-montenegrinischen Grenze ist die Autoput A2 noch im Bau bzw. in Planung, die Fertigstellung der gesamten Autobahn wird nicht vor 2030 erwartet.

## Unfallhäufigkeit
Die M 22 gilt als eine der gefährlichsten Bundesstraßen in Serbien. Die Bundesstraße wird daher auch oft als "Schwarze Straße" bezeichnet.
Die stark befahrene Fernverkehrsstraße weist viele gefährliche Kurven auf und wird zudem von vielen landwirtschaftlichen Fahrzeugen genutzt, so dass es häufig zu gefährlichen Überholmanövern kommt. Zwischen 2017 und 2019 ereigneten sich auf der Strecke insgesamt 1.736 Verkehrsunfälle mit 86 Toten und 1.619 Verletzten.